# Finger-Kuhschelle
Die Finger-Kuhschelle oder Stern-Kuhschelle (Pulsatilla patens, Syn.: Anemone patens L.) ist eine Pflanzenart, die zur Familie der Hahnenfußgewächse (Ranunculaceae) gehört.

## Beschreibung
Die Finger-Kuhschelle ist eine ausdauernde, krautige Pflanze, die eine Höhe von 10 bis 35 Zentimeter erreicht. Die grundständigen Blätter sind handförmig zusammengesetzt, die Blättchen gelappt. Die Grundblätter sind dreizählig, die Blättchen dreiteilig. Die Nervatur ist ein- bis fiedernervig.
Blütezeit ist von April bis Mai. Nebenblätter fehlen. Die zwittrigen Blüten stehen aufrecht und einzeln. Das Perigon ist zuletzt sternförmig ausgebreitet. Die sechs unverwachsenen Blütenhüllblätter sind violett. Es gibt zahlreiche Staubblätter. Der Fruchtknoten ist oberständig, die Frucht ein Nüsschen.
Die Chromosomenzahl beträgt 2n = 16.

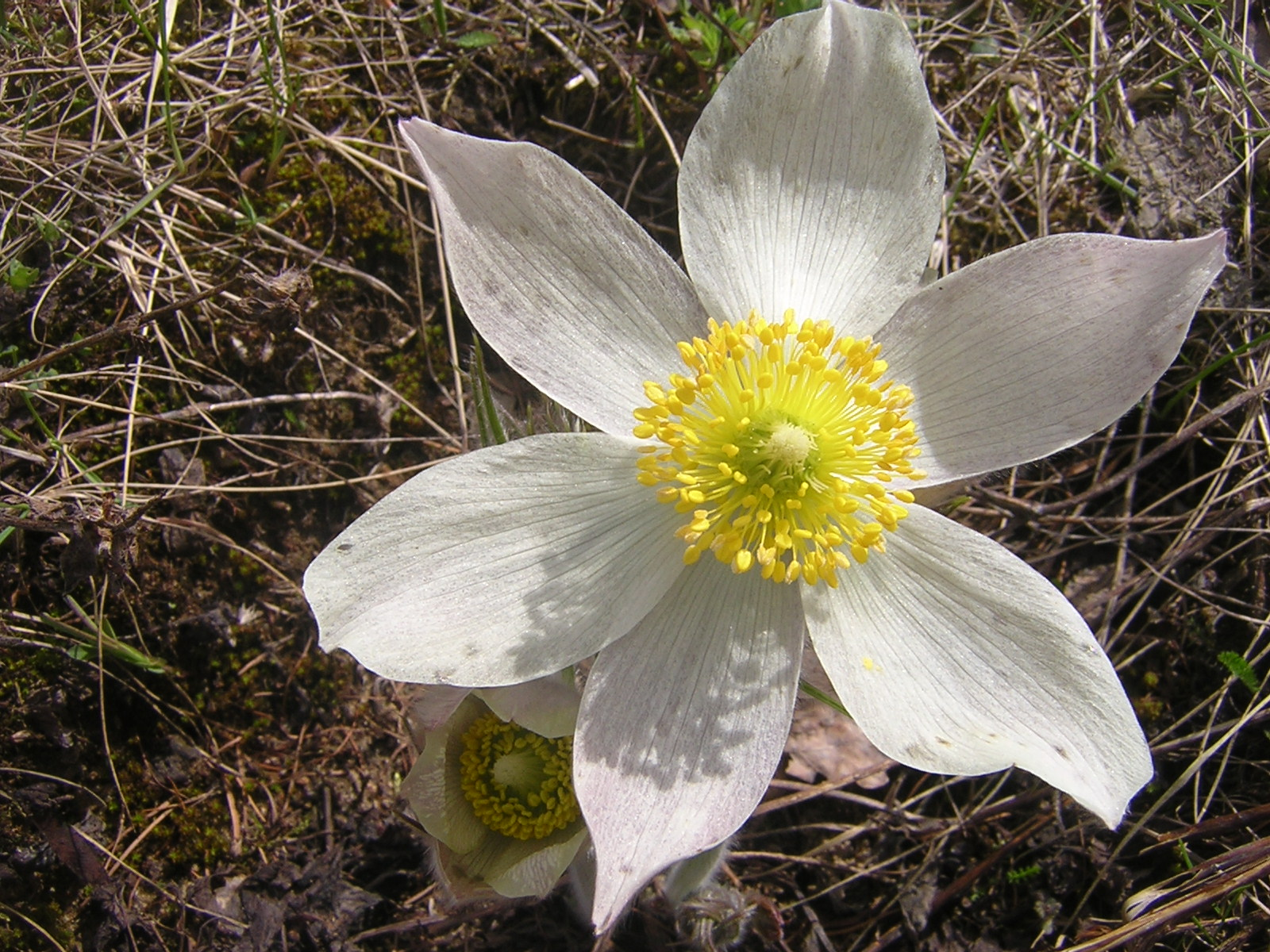
Finger-Kuhschelle aus Russland, Blüte

## Verbreitung
Die Finger-Kuhschelle hat ein sehr großes Verbreitungsgebiet, das sich von Mitteleuropa über Russland und Westsibirien bis Nordamerika erstreckt. Sie ist auf Sand- und Halbtrockenrasenflächen und in trockenen Kiefernwäldern anzutreffen. Sie ist in Mitteleuropa eine Charakterart des Pyrolo-Pinetum aus dem Verband Cytiso-Pinion, kommt aber auch in Gesellschaften des Verbands Cirsio-Brachypodion vor.
In Deutschland gilt die Art als „vom Aussterben bedroht“ und steht entsprechend auf der Roten Liste. Sie kommt heute nur noch an wenigen Standorten im Bayerischen Alpenvorland (Garchinger Heide, Truderinger Wald, Neustadt an der Donau, Kelheim) vor. Ehemalige Vorkommen in Brandenburg (bei Guben) und Mecklenburg-Vorpommern (Rothemühl) sind erloschen.

Wappen von Winnipeg mit Finger-Kuhschelle

In Manitoba (Kanada) gilt die Finger-Kuhschelle als die Provinzblume und steht im Wappen von Winnipeg.

## Systematik
Man kann die folgenden Unterarten unterscheiden:
- Gelbliche Finger-Kuhschelle (Pulsatilla patens subsp. flavescens (Zucc.) Zämelis, Syn.: Pulsatilla flavescens (Zucc.) Juz., Anemone patens L. subsp. flavescens (Zucc.) Nan Jiang & W.B.Yu): Sie kommt in Birken-, Lärchen- und Kiefernwäldern, auf Wiesen und in Flusstälern in Osteuropa, Sibirien und der Mongolei vor.
- Pulsatilla patens subsp. hirsutissima (Pursh) Zämelis. Sie wird von manchen Autoren als Synonym zu Pulsatilla patens subsp. multifida gerechnet. Sie ist die Blume des Staates South Dakota.[5]
- Pulsatilla patens subsp. multifida (Pritz.) Zämelis (Syn.: Anemone patens L. var. multifida Pritz., Anemone wolfgangiana Besser, Anemone patens var. nuttalliana (de Candolle) A. Gray): Sie kommt im europäischen Russland, in Sibirien, im fernöstlichen asiatischen Russland, in der Mongolei, in Kanada und in den Vereinigten Staaten vor.
- Pulsatilla patens (L.) Mill. subsp. patens.

## Nachweise
1. 1 2 3 4  Werner Rothmaler: Exkursionsflora von Deutschland Band 2: Gefäßpflanzen Grundband. 15. Auflage, 1994, ISBN 3-334-60831-X
2. 1 2  Erich Götz: Pflanzen bestimmen mit dem Computer. 2001, ISBN 3-8252-8168-X
3. 1 2  Erich Oberdorfer: Pflanzensoziologische Exkursionsflora für Deutschland und angrenzende Gebiete. 8. Auflage. Verlag Eugen Ulmer, Stuttgart 2001, ISBN 3-8001-3131-5. Seite 404–405.
4. ↑  , 29. Februar 2016.
5. ↑  Bryan E. Dutton, Carl S. Keener & Bruce A. Ford: Anemone Linnaeus. In: Flora of North America. .